# Schmiederita
La schmiederita es un mineral de la clase de los minerales sulfatos, y dentro de esta pertenece al llamado “grupo de la linarita-chenita”. Fue descubierta en 1962 en la mina Cóndor del distrito Los Llantenes, en la provincia de La Rioja (Argentina), siendo nombrada así en honor de Oscar Schmieder, geógrafo alemán.

## Características químicas
Es un selenato hidroxilado de cobre y plomo. El grupo de la linarita-chenita en que se encuadra son todos sulfatos o selenatos hidroxilados de cobre y plomo.
Es isoestructural con la munakataíta (Pb2Cu2(Se4+O3)SO4(OH)4), siendo el análago con selenato de ésta.

## Formación y yacimientos
Aparece raramente, se forma como mineral secundario en la zona de oxidación de los yacimientos hidrotermales de minerales con metales ricos en selenio. 
Suele encontrarse asociado a otros minerales como: calcomenita, molibdomenita, umangita o clausthalita.